# Хејверхил (Ајова)
Хејверхил (енгл. Haverhill) град је у америчкој савезној држави Ајова. По попису становништва из 2010. у њему је живело 173 становника.

## Демографија
Према попису становништва из 2010. у граду је живело 173 становника, што је 3 (1,8%) становника више него 2000. године.
| Група             | 2000.       | 2010.       |
| Белци             | 166 (97,6%) | 172 (99,4%) |
| Афроамериканци    | 0 (0,0%)    | 0 (0,0%)    |
| Азијати           | 1 (0,6%)    | 0 (0,0%)    |
| Хиспаноамериканци | 3 (1,8%)    | 0 (0,0%)    |
| Укупно            | 170         | 173         |